# Vahl-Ebersing
Vahl-Ebersing é uma comuna francesa na região administrativa de Grande Leste, no departamento de Mosela. Estende-se por uma área de 6,29 km². Em 2010 a comuna tinha 523 habitantes (densidade: 83,1 hab./km²).